# Production Central

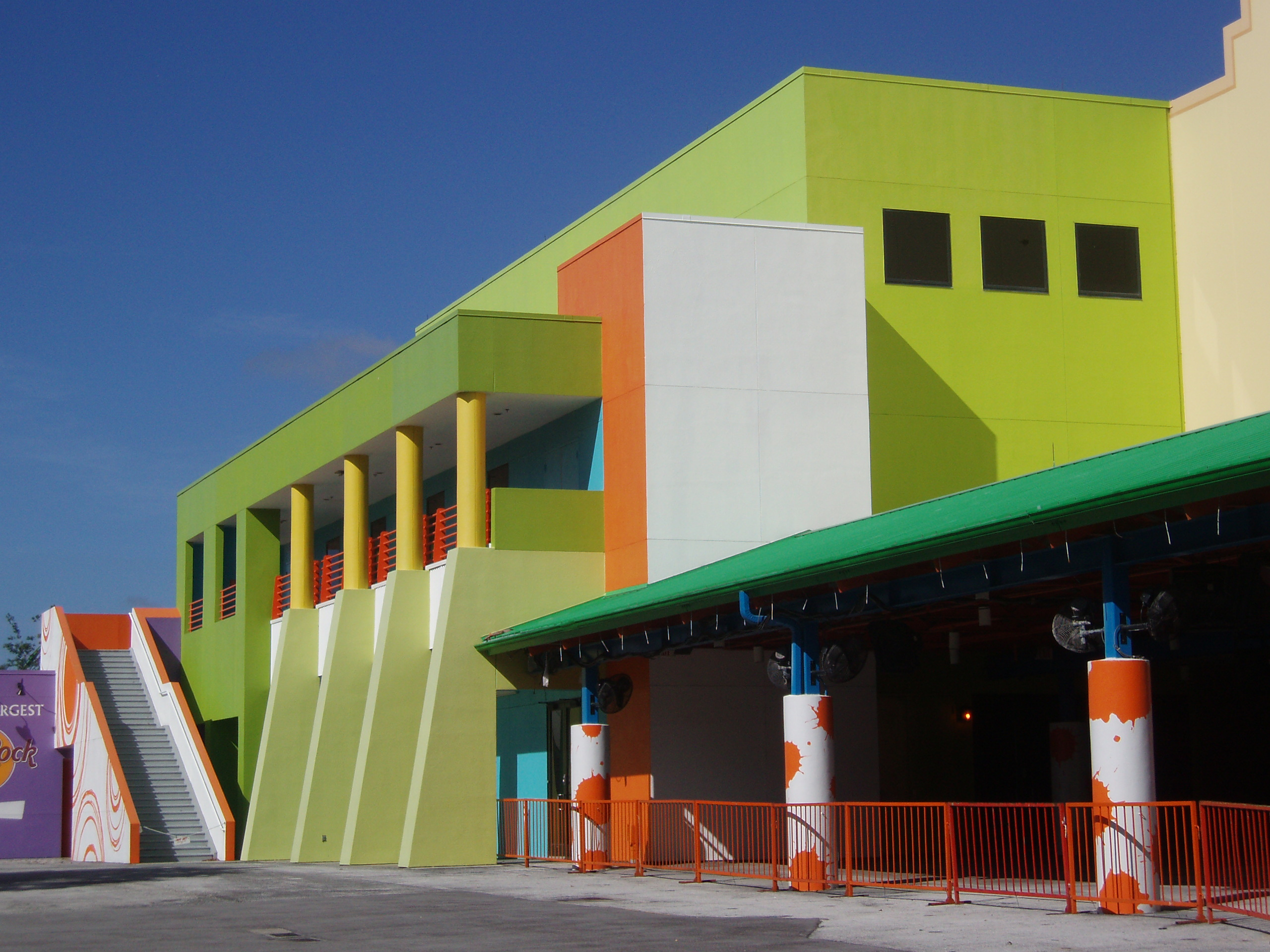
De studio's van Nickelodeon.

Production Central is een themagebied in het Amerikaanse attractiepark Universal Studios Florida.
Production Central bevindt zich bij de entree van het attractiepark. Hier bevonden zich vroeger de studio's van Nickelodeon, maar tegenwoordig bevindt zich hier het Blue Man Group Sharp Aquos Theatre. Omdat zoals al eerder genoemd hier vroeger de studio's van Nickelodeon stonden, hebben de attracties in dit themagebied hier ook mee te maken. Men treft hier onder anderen: Jimmy Neutron's Nicktoon Blast (2003-2012), die sinds vorige zomer vervangen werd door Despicable Me: Minion Mayhem, en Shrek 4-D aan, maar ook de achtbaan Hollywood Rip Ride Rockit.
In het themagebied bevinden zich twee restaurants: Beverly Hills Boulangerie en Universal Studios Classic Monsters' Café en een aantal winkels: Universal Studios Store, Studio Sweets, It's a Wrap!, Nick Stuff, waar nu Super Silly Stuff staat, in verwant met het pretpark waar Gru, Margo, Edith en Agnes gingen in Despicable Me, en Shrek's Ye Olde Souvenir Shoppe. In Production Central lopen meerdere personages uit films rond zoals de personages uit de Shrekfilms en de tv-programma's van Nickelodeon, waarvan de laatste vervangen werden door Gru, Margo, Edith, Agnes en de Minions.